# Ernesto Savona
Ernesto Ugo Savona (* 1943) ist ein italienischer Rechtswissenschaftler, Soziologe und Kriminologe. Er ist Professor für Kriminologie an der Katholischen Universität Mailand. Er ist außerdem Direktor des Forschungszentrums transcrime. 2003/04 amtierte er als Präsident der European Society of Criminology (ESC).
Die von Savona geleitete Forschungseinrichtung transcrime wird gemeinsam von der Katholischen Universität Mailand und der Universität Trient betrieben, an der er vor seiner Berufung nach Mailand Kriminologie-Professor war. Er beriet die Vereinten Nationen und den Europarat und war Gastforscher am US-amerikanischen Justizministeriums, wo er zur internationalen Kriminalität und zur Geldwäsche forschte. Ein weiterer Schwerpunkt seiner kriminologischen Tätigkeit ist die Analyse von Kriminalstatistiken.

## Schriften (Auswahl)
- Mit anderen: Organised crime in European businesses. Routledge, Taylor & Francis Group, London/New York 2016, ISBN 9781138191099.
- Mit anderen: Sociologia della devianza. Mulino, Bologna 2003, ISBN 8815095330.
- Mit Francesca Manzoni: European money trails. Harwood Academic Publishers, Amsterdam 1999, ISBN 9057023628.
- Mit Laura Mezzanotte: La corruzione in Europa. Carocci, Rom 1998, ISBN 8843011731.